# Thorium-227
Thorium-227 of 227Th is een van de instabiele, radioactieve isotopen van thorium. Thorium is een actinide waarvan op Aarde alleen sporen voorkomen in ertslagen met uranium en andere actiniden.
Thorium-227 kan ontstaan door radioactief verval van uranium-231 en actinium-227.
{\displaystyle {\ce {{^{231}_{92}U}->{^{227}_{90}Th}+\,_{2}^{4}\alpha }}}
{\displaystyle {\ce {{^{227}_{89}Ac}->{^{227}_{90}Th}+{e^{-}}+{\bar {\nu }}_{e}}}}

## Radioactief verval
Thorium-227 vervalt bijna geheel naar de radio-isotoop radium-223 onder uitzending van alfastraling:
{\displaystyle {\ce {{^{227}_{90}Th}->{^{223}_{88}Ra}+\,_{2}^{4}\alpha }}}
De halveringstijd van thorium-227 bedraagt ongeveer 18,68 dagen. 
208Th · 209Th · 210Th · 211Th · 212Th · 213Th · 214Th · 215Th · 216Th · 216m1Th · 216m2Th · 217Th · 218Th · 219Th · 220Th · 221Th · 222Th · 223Th · 224Th · 225Th · 226Th · 227Th · 228Th · 229Th · 229mTh · 230Th · 231Th · 232Th · 233Th · 234Th · 235Th · 236Th · 237Th · 238Th · 239Th